# Toshimasa Suzuki
Toshimasa Suzuki (鈴木 利正 Suzuki Toshimasa?) es un director, animador y guionista gráfico japonés. Se unió a Shaft en 1995 como director de episodios y guionista gráfico, y aunque continúa trabajando para Shaft, Suzuki suele dirigir series con otros estudios, sobre todo con Xebec, donde hizo su debut como director de series con Heroic Age en 2007.

## Carrera y vida
Suzuki se unió a Shaft alrededor de 1988 como animador clave. Hizo su debut como director de episodios y guionista gráfico de la primera serie de televisión original del estudio, Jūni Senshi Bakuretsu Eto Ranger, en 1995. Su trabajo en Shaft continuó hasta principios de la década de 2000, cuando decidió trabajar por cuenta propia (continuó trabajando con Shaft como autónomo). En 2007, debutó como director de series en Xebec con Heroic Age bajo la supervisión de Takashi Noto. Durante los siguientes años, Suzuki se centró únicamente en trabajar como autónomo con otros estudios. Continuó trabajando con Xebec, dirigiendo Rinne no Lagrange y Sōkyū no Fafner: Dead Aggressor - Heaven and Earth, y comenzó a dirigir series fuera de Xebec o Shaft, como Toaru Hikūshi e no Koiuta y Egao no Daika. Sin embargo, sigue siendo una figura destacada en Shaft y trabaja en la mayoría de las producciones del estudio.
Suzuki nació en 1966 y está casado.

### Estilo
Dijo que es un fanático de la ciencia ficción dura, así como de las producciones de ciencia ficción extranjeras, que ha utilizado como inspiración para obras como Sōkyū no Fafner y Heroic Age. Aunque es fanático de ver representaciones realistas y "turbias" de emociones, a él mismo no le gusta hacer representaciones realistas en sus obras y, en cambio, está más interesado en hacer que sus obras sean hermosas y exageradas. El escritor Tow Ubukata comentó sobre el ideal de belleza de Suzuki diciendo que era bueno dirigiendo escenas emocionales.
Después de trabajar como asistente de Akiyuki Shinbo en Tsukuyomi: Moon Phase, Suzuki quiso usar algunas de las técnicas de composición visual de Shinbo mientras trabajaba en Sōkyū no Fafner: Dead Aggressor - Right of Left después del final de la producción de Tsukuyomi. En líneas generales, afirmó que su forma de crear imágenes cambió después de trabajar en Tsukuyomi. El sentido de la luz y las sombras del director Ryūtarō Nakamura, con quien Suzuki participó en Sakura Taisen (2000) como asistente de dirección, también tuvo un efecto en el estilo de Suzuki.

## Trabajos

### Anime

#### Series de televisión
Destaca papeles con funciones de dirección de series.
     Destaca papeles con funciones de asistente de dirección o supervisión.
| Año  | Título                                               | Director(es)                                                                                | Estudio                  | Funciones | Refs.                              |
| ---- | ---------------------------------------------------- | ------------------------------------------------------------------------------------------- | ------------------------ | --- | ---------------------------------- |
| 1989 | Aoi Blink                                            | Seitarō Hara Osamu Tezuka                                                                   | Tezuka Productions       | Animador (#15) | [ 10 ]                             |
| 1989 | Idol Densetsu Eriko                                  | Tetsurō Amino                                                                               | Ashi Productions         | Animador intermedio (#4, 7) | [ 11 ]                             |
| 1990 | Kyatto Ninden Teyandee                               | Kunitoshi Okajima                                                                           | Tatsunoko Production     | Animador intermedio (#5) | [ 12 ]                             |
| 1991 | Oh! My Konbu                                         | Tetsuo Imazawa                                                                              | Shaft                    | Animación clave (#4, 8) | [ 13 ]                             |
| 1992 | Oyayubi Hime Monogatari                              | Hiromitsu Morita                                                                            | Meruhensha               | Animación clave (#16) | [ 14 ]                             |
| 1993 | Musekinin Kanchō Tylor                               | Kōichi Mashimo                                                                              | Tatsunoko Production     | Animación clave (#17) | [ 15 ]                             |
| 1995 | Jūni Senshi Bakuretsu Eto Ranger                     | Kunitoshi Okajima                                                                           | Shaft                    | Director de episodios (#8, 24, 30, 38) Guionista gráfico (#30, 38) Animación clave (#1, 4, 13)                                                            | [ 16 ] [ 3 ] [ 17 ]                |
| 1997 | Hareluya II Boy                                      | Kiyoshi Egami                                                                               | Triangle Staff           | Director de episodio (#3) Guionista gráfico (#3) | [ 18 ]                             |
| 1997 | Battle Athletess Daiundōkai                          | Katsuhito Akiyama                                                                           | AIC                      | Director de episodios (#2, 7, 14, 21) Guionista gráfico (#3, 7, 18)                                                                                       | [ 19 ] [ 20 ]                      |
| 1998 | Burn Up Excess                                       | Shin'ichirō Kimura                                                                          | Magic Bus                | Director de episodio (#3) Guionista gráfico (#3) | [ 21 ]                             |
| 1998 | Silent Möbius                                        | Hideki Tonokatsu                                                                            | Radix                    | Director de episodios (#7, 20, 26) Guionista gráfico (#7, 20, 26)                                                                                         | [ 22 ]                             |
| 1998 | Generator Gawl                                       | Seiji Mizushima                                                                             | Tatsunoko Production     | Director de episodio (#6) Guionista gráfico (#6) Animación clave (#12)                                                                                    | [ 23 ]                             |
| 1999 | Power Stone                                          | Takahiro Ōmori                                                                              | Pierrot                  | Guionista gráfico (#6) Animación clave (#6) | [ 24 ]                             |
| 1999 | Dual! Parallel Lun-Lun Monogatari                    | Katsuhito Akiyama                                                                           | AIC                      | Director de episodios (#3, 7) Guionista gráfico (#3, 7)                                                                                                   | [ 25 ]                             |
| 1999 | Uchū Kaizoku Mito no Daibōken: Futari no Joō-sama    | Takashi Watanabe                                                                            | Triangle Staff           | Guionista gráfico (#7) Animación clave (#7) | [ 26 ]                             |
| 1999 | Chikyū Bōei Kigyō Dai-Guard                          | Seiji Mizushima                                                                             | Xebec                    | Director de episodio (#11) Guionista gráfico (#11) | [ 27 ]                             |
| 2000 | Sakura Taisen                                        | Ryūtarō Nakamura                                                                            | Madhouse                 | Director asistente (#13–25) Director de episodios (#2, 5, 9, 25) Guionista gráfico (#2, 25)                                                               | [ 28 ] [ 29 ] [ 30 ]               |
| 2000 | Dotto! Koni-chan                                     | Shin'ichi Watanabe Kenji Yasuda                                                             | Shaft                    | Director de episodio (#5A) Guionista gráfico (#10B) | [ 31 ] [ 32 ]                      |
| 2001 | Shaman King                                          | Seiji Mizushima                                                                             | Xebec                    | Director de episodios (#50, 58, 62) Guionista gráfico (#3, 41, 50, 58)                                                                                    | [ 33 ] [ 34 ]                      |
| 2001 | Chicchana Yukitsukai Sugar                           | Shin'ichirō Kimura                                                                          | J.C.Staff                | Guionista gráfico (#18) | [ 35 ]                             |
| 2001 | Mahoromatic: Automatic Maiden                        | Hiroyuki Yamaga                                                                             | Gainax Shaft             | Director de episodios (#3, 9) Guionista gráfico (#3) | [ 36 ] [ 37 ]                      |
| 2001 | Cyborg 009: The Cyborg Soldier                       | Jun Kawagoe                                                                                 | Japan Vistec             | Director de episodio (#15) Guionista gráfico (#15) | [ 38 ]                             |
| 2002 | Mahoromatic: Motto Utsukushii Mono                   | Hiroyuki Yamaga                                                                             | Gainax Shaft             | Guionista gráfico (#13) | [ 39 ]                             |
| 2003 | Uchū no Stellvia                                     | Tatsuo Satō                                                                                 | Xebec                    | Director de episodios (#5, 15, 21, 24) Guionista gráfico (#5, 15, 17)                                                                                     | [ 40 ] [ 41 ]                      |
| 2004 | Kono Minikuku mo Utsukushii Sekai                    | Shōji Saeki                                                                                 | Gainax Shaft             | Director asistente (#4) Director de episodios (#4, 6, 11) Guionista gráfico (#4, 11)                                                                      | [ 42 ] [ 43 ] [ 44 ]               |
| 2004 | Tetsujin 28-gō                                       | Yasuhiro Imagawa                                                                            | Palm Studio              | Guionista gráfico (#9) | [ 45 ]                             |
| 2004 | Sōkyū no Fafner: Dead Aggressor                      | Nobuyoshi Habara                                                                            | Xebec                    | Director de episodio (#9) Guionista gráfico (#9) | [ 46 ]                             |
| 2004 | Tsukuyomi: Moon Phase                                | Akiyuki Shinbo                                                                              | Shaft                    | Director asistente Director de episodios (#2, 11, 23) Guionista gráfico (#4, 20) Director de unidad (#ED 2)                                               | [ 47 ] [ 48 ] [ 49 ] [ 50 ]        |
| 2005 | Kore ga Watashi no Goshūjin-sama                     | Shōji Saeki                                                                                 | Gainax Shaft             | Director de episodio (#7) Director de unidad (#ED) | [ 51 ] [ 52 ]                      |
| 2005 | Rozen Maiden: Träumend                               | Kō Matsuo                                                                                   | Nomad                    | Director de episodio (#2) | [ 53 ]                             |
| 2006 | The Third: Aoi Hitomi no Shōjo                       | Jun Kamiya                                                                                  | Xebec                    | Director de episodios (#8, 12, 15, 20, 23) Guionista gráfico (#8, 12, 15, 20)                                                                             | [ 54 ] [ 55 ]                      |
| 2007 | Heroic Age                                           | Toshimasa Suzuki                                                                            | Xebec                    | Director Director de episodios (#1, 26; OP, ED) Guionista gráfico (#1, 26; OP, ED)                                                                        | [ 1 ] [ 56 ]                       |
| 2007 | Wangan Midnight                                      | Tsuneo Tominaga                                                                             | A.C.G.T                  | Guionista gráfico (#22, 24) | [ 57 ]                             |
| 2007 | Ef: A Tale of Memories                               | Shin Ōnuma                                                                                  | Shaft                    | Director de episodio asistente (#10) | [ 58 ]                             |
| 2008 | Kanokon                                              | Atsushi Ōtsuki                                                                              | Xebec                    | Guionista gráfico (#6) | [ 59 ]                             |
| 2008 | Kyō no Go no Ni                                      | Tsuyoshi Nagasawa                                                                           | Xebec                    | Guionista gráfico (#6) | [ 60 ]                             |
| 2009 | Shinkyoku Sōkai Polyphonica Crimson S                | Toshimasa Suzuki                                                                            | Diomedéa                 | Director Director de episodios (#1; ED) Guionista gráfico (#1; ED)                                                                                        | [ 61 ] [ 62 ]                      |
| 2009 | Tears to Tiara                                       | Tomoki Kobayashi                                                                            | White Fox                | Director de episodios (#6, 9) Guionista gráfico (#9, 13, 17)                                                                                              | [ 63 ] [ 64 ]                      |
| 2009 | Bakemonogatari                                       | Tatsuya Oishi Akiyuki Shinbo                                                                | Shaft                    | Director de episodios (#7, 9, 12–13) Director de episodios asistente (#6, 8, 10) Guionista gráfico (#13) Director de unidad (#OP 3) Animación clave (#12) | [ 65 ] [ 66 ] [ 67 ] [ 68 ] [ 69 ] |
| 2010 | Dance in the Vampire Bund                            | Masahiro Sonoda Akiyuki Shinbo                                                              | Shaft                    | Director de unidad (#ED) | [ 70 ]                             |
| 2010 | Hidamari Sketch x ☆☆☆                                | Ken'ichi Ishikura Akiyuki Shinbo                                                            | Shaft                    | Director de unidad (#ED) | [ 71 ]                             |
| 2010 | Arakawa Under the Bridge                             | Yukihiro Miyamoto Akiyuki Shinbo                                                            | Shaft                    | Guionista gráfico (#6) | [ 72 ]                             |
| 2011 | Softenni                                             | Ryōki Kamitsubo                                                                             | Xebec                    | Guionista gráfico (#OP) Director de unidad (#OP) | [ 73 ]                             |
| 2012 | Rinne no Lagrange                                    | Tatsuo Satō Toshimasa Suzuki                                                                | Xebec                    | Director Director de episodios (#1) Guionista gráfico (#1-2) Director de unidad (#OP, ED)                                                                 | [ 4 ] [ 6 ] [ 74 ] [ 75 ]          |
| 2012 | Rinne no Lagrange Season 2                           | Tatsuo Satō Toshimasa Suzuki                                                                | Xebec                    | Director Director de episodios (#12; OP) Guionista gráfico (#10, 12)                                                                                      | [ 4 ] [ 6 ] [ 74 ] [ 75 ]          |
| 2013 | Zettai Karen Children: The Unlimited - Hyōbu Kyōsuke | Shishō Igarashi                                                                             | Manglobe                 | Guionista gráfico (#10; ED 2-3) | [ 76 ] [ 77 ]                      |
| 2013 | Sasami-san@Ganbaranai                                | Akiyuki Shinbo                                                                              | Shaft                    | Guionista gráfico (#6, 12) | [ 78 ]                             |
| 2014 | Toaru Hikūshi e no Koiuta                            | Toshimasa Suzuki                                                                            | TMS Entertainment 3xCube | Director Director de episodios (#1, 13) Guionista gráfico (#1, 13) Animación clave (#13)                                                                  | [ 6 ] [ 79 ]                       |
| 2014 | Hanamonogatari                                       | Akiyuki Shinbo Tomoyuki Itamura                                                             | Shaft                    | Guionista gráfico (#ED) Director de unidad (#ED) | [ 80 ]                             |
| 2014 | Yowamushi Pedal: Grande Road                         | Osamu Nabeshima                                                                             | TMS Entertainment        | Guionista gráfico (#OP 1) | [ 15 ]                             |
| 2015 | Sōkyū no Fafner: Dead Aggressor - Exodus             | Takashi Noto Nobuyoshi Habara                                                               | Xebec                    | Director de episodios (#7, 13) Guionista gráfico (#13) Animación clave (#7, 13)                                                                           | [ 81 ] [ 82 ]                      |
| 2015 | Nisekoi:                                             | Akiyuki Shinbo Yukihiro Miyamoto                                                            | Shaft                    | Director de unidad (#OP 2) | [ 83 ]                             |
| 2015 | Sōkyū no Fafner: Dead Aggressor - Exodus Part 2      | Takashi Noto Nobuyoshi Habara                                                               | Xebec                    | Director de episodios (#17) Guionista gráfico (#17) Animación clave (#17)                                                                                 | [ 81 ] [ 82 ]                      |
| 2016 | Amaama to Inazuma                                    | Tarō Iwasaki                                                                                | TMS Entertainment 3xCube | Director de episodio (#OP) | [ 84 ]                             |
| 2016 | Sangatsu no Lion                                     | Kenjirō Okada Akiyuki Shinbo                                                                | Shaft                    | Guionista gráfico (#3) | [ 85 ]                             |
| 2018 | Fate/Extra: Last Encore                              | Akiyuki Shinbo Yukihiro Miyamoto                                                            | Shaft                    | Guionista gráfico (#10) | [ 86 ]                             |
| 2019 | Egao no Daika                                        | Toshimasa Suzuki                                                                            | Tatsunoko Production     | Director Director de episodio (#1) Guionista gráfico (#1-2, 11) Animación clave (#12)                                                                     | [ 7 ] [ 87 ] [ 88 ]                |
| 2020 | Magia Record: Mahō Shōjo Madoka☆Magica Gaiden        | Doroinu Kenjirō Okada (#2, 6-7) Midori Yoshizawa (#4-5, 8-10) Yukihiro Miyamoto (#1, 11-13) | Shaft                    | Guionista gráfico (#1, 13) Animación clave (#1) | [ 89 ] [ 90 ]                      |
| 2022 | RWBY: Hyōsetsu Teikoku                               | Kenjirō Okada Toshimasa Suzuki                                                              | Shaft                    | Director Director de episodio (#1) Guionista gráfico (#1, 11; ED 1) Director de unidad (#ED 2)                                                            | [ 91 ]                             |

#### Películas
Destaca papeles con funciones de dirección de series.
| Año  | Título                                                 | Director(es)                     | Estudio    | Funciones                                     | Refs.  |
| ---- | ------------------------------------------------------ | -------------------------------- | ---------- | --------------------------------------------- | ------ |
| 2010 | Sōkyū no Fafner: Dead Aggressor - Heaven and Earth     | Takashi Noto Toshimasa Suzuki    | Xebec      | Director Director de unidad Guionista gráfico | [ 5 ]  |
| 2016 | Kizumonogatari I: Tekketsu-hen                         | Akiyuki Shinbo Tatsuya Oishi     | Shaft      | Director de unidad                            | [ 92 ] |
| 2017 | Kizumonogatari III: Reiketsu-hen                       | Akiyuki Shinbo Tatsuya Oishi     | Shaft      | Director de unidad                            | [ 93 ] |
| 2017 | Uchiage Hanabi, Shita Kara Miru ka? Yoko Kara Miru ka? | Akiyuki Shinbo Nobuyuki Takeuchi | Shaft      | Director de unidad                            | [ 94 ] |
| 2020 | Sōkyū no Fafner: Dead Aggressor - The Beyond Part 3    | Takashi Noto                     | Xebec Zwei | Guionista gráfico                             | [ 95 ] |

#### ONAs
| Año  | Título   | Director(es)    | Estudio    | Funciones                      | Refs.  |
| ---- | -------- | --------------- | ---------- | ------------------------------ | ------ |
| 2025 | Moonrise | Masashi Koizuka | Wit Studio | Director de episodios (#6, 14) | [ 96 ] |

#### OVAs
Destaca papeles con funciones de dirección de series.
| Año  | Título                           | Director(es)                                              | Estudio       | Funciones | Refs.                |
| ---- | -------------------------------- | --------------------------------------------------------- | ------------- | --- | -------------------- |
| 1988 | Ginga Eiyū Densetsu              | Noboru Ishiguro Masatoshi Tahara Keizō Shimizu            | Shaft         | Director de episodio (#102) Guionista gráfico (#102, 108) Animación clave (#64, 66, 73, 78, 85, 87, 90, 108) | [ 97 ] [ 98 ] [ 99 ] |
| 1995 | Otenki Oneesan                   | Kunihiko Yuyama                                           | Pastel        | Animación clave (#1)                                                                                         | [ 100 ]              |
| 1997 | Sakura Mail                      | Kunitoshi Okajima                                         | Shaft         | Director de episodio (#7) Guionista gráfico (#7)                                                             | [ 101 ]              |
| 1998 | Ginga Eiyū Densetsu Gaiden       | Noboru Ishiguro Keizō Shimizu                             | K-Factory     | Guionista gráfico (#5) Animación clave (#5)                                                                  | [ 15 ]               |
| 2000 | Kita e: Pure Session             | Mitsuko Kase                                              | Studio D-Volt | Director de unidad                                                                                           | [ 102 ]              |
| 2003 | Arcade Gamer Fubuki              | Yūji Mutō                                                 | Shaft         | Director de episodio (#4) Animación clave (#4)                                                               | [ 103 ]              |
| 2008 | Shina Dark                       | Toshimasa Suzuki Shinpei Tomooka Naoyuki Konno Shin Ōnuma | Shaft         | Director | [ 104 ] [ 105 ]      |
| 2010 | Hen Zemi                         | Ryōki Kamitsubo                                           | Xebec         | Guionista gráfico (#OP) Director de unidad (#OP)                                                             | [ 106 ]              |
| 2012 | Rinne no Lagrange: Kamogawa Days | Tatsuo Satō Toshimasa Suzuki                              | Xebec         | Director | [ 4 ]                |

#### Especiales
Destaca papeles con funciones de dirección de series.
| Año  | Título                                          | Director(es)                 | Estudio | Funciones                            | Refs.   |
| ---- | ----------------------------------------------- | ---------------------------- | ------- | ------------------------------------ | ------- |
| 2005 | Sōkyū no Fafner: Dead Aggressor - Right of Left | Nobuyoshi Habara             | Xebec   | Guionista gráfico Director de unidad | [ 107 ] |
| 2010 | Hidamari Sketch x ☆☆☆ Specials                  | Akiyuki Shinbo               | Shaft   | Director de unidad (#ED)             | [ 108 ] |
| 2012 | Rinne no Lagrange: Kamogawa Memoria             | Tatsuo Satō Toshimasa Suzuki | Xebec   | Director                             | [ 15 ]  |

### Videojuegos
| Año  | Título                        | Director(es)      | Estudio | Funciones                                      | Refs.   |
| ---- | ----------------------------- | ----------------- | ------- | ---------------------------------------------- | ------- |
| 2016 | Fate/Extella: The Umbral Star | Yukihiro Miyamoto | Shaft   | Guionista gráfico de la cinemática de apertura | [ 109 ] |

### Citas web
- Hirota, Keisuke (2017). «アニメ業界ウォッチング第30回：「監督」と「演出」は、職業的にどう違うのか？　鈴木利正インタビュー！». Akiba Souken (en japonés). Consultado el 20 de febrero de 2024.